# The Bobby Fuller Four
The Bobby Fuller Four foi uma banda estadunidense de rock and roll e surf music nativa de El Paso, Texas. Eles lançaram dois álbuns de estúdio, KRLA King of the Wheels (1965) e I Fought the Law (1966); este último o nome de sua canção de maior sucesso, uma cover do The Crickets, posteriormente regravada pelo The Clash, que atingiu a posição #9 na parada Hot 100 da Billboard em 12 de março de 1966. Outras duas canções de grande apelo foram "Let Her Dance" e "Love's Made A Fool of You", que atingiu #26 em 14 de maio. Seu líder, Bobby Fuller, apareceu em Hollywood, Los Angeles, em 18 de julho do mesmo ano, morto em um automóvel estacionado. Eles tentaram um retorno com o irmão de Bobby, Randy Fuller, sob o nome The Randy Fuller Four, mas este durou pouco tempo. De acordo com Richie Unterberger (Allmusic), "com sua reverência flagrante por Buddy Holly, o texano Bobby Fuller foi um pouco como uma anomalia em meados dos anos 60, soando como Holly poderia ter soado se sobrevivesse naquela década".

## História

### 1942-1964: Bobby Fuller, nascimento, primeiros singles, Bobby Fuller and the Fanatics / The Shindigs
Bobby Fuller nasceu em Baytown, Texas, em 1942. Durante a década de 1960 ele formou uma banda em El Paso com o seu irmão Randy Fuller (baixo) e dois amigos, o baterista Larry Thompson e o guitarrista Billy Webb. Depois, eles foram substituídos por Dewayne Quirico na bateria e Jim Reese na guitarra. Este grupo tocou localmente por três anos, com Quirico eventualmente dando lugar a Dalton Powell, antes de se mudarem para Los Angeles. Bobby iniciara sua carreira editando diversos singles, alguns sob a denominação Bobby Fuller and the Fanatics e The Shindigs, entre novembro de 1961 (com "You're In Love") e dezembro de 1964 (com "Wolfman"). Algumas demos desta época, incluindo uma primeira versão de "I Fought the Law", foram gravadas enquanto Bobby estava fazendo sua própria engenharia de áudio e montando a gravadora independente Exeter.

### 1965-1966: The Bobby Fuller Four, morte de Bobby Fuller
Em Los Angeles, a gravadora Del-Fi Records, de Bob Keane (que era dono do selo Mustang Records), teve um interesse especial por Bobby e mudou o nome da banda para The Bobby Fuller Four. Em 1965 eles se tornaram os queridinhos dos conjuntos de clubes, realizando o seu rock'n'roll de alta potência, noite após noite, perante o público, e mesclando o rockabilly estilo Buddy Holly com a emergente batida da Invasão Britânica. O primeiro single da banda foi "Take My Word", de fevereiro. Seu próximo single, "Let Her Dance", de junho, se tornou um sucesso regional. Em novembro é lançado o álbum de estreia, KRLA King of the Wheels.
A banda seguiu com "Never to be Forgotten", lançada em setembro; mas foi o seu próximo lançamento em single que iria colocá-los em cima da parada, "I Fought the Law", que originalmente havia aparecido em um álbum dos Crickets e foi escrita pelo guitarrista do grupo, Sonny Curtis. Lançada no final de 1965, a versão de Bobby Fuller levou sua fama muito além da costa oeste. Em janeiro, o grupo dividia os gostos do público com os Beatles e os Rolling Stones através desta canção, culminando com a posição #9 na parada Hot 100 da Billboard, em 12 de março de 1966, um mês após o lançamento de seu segundo álbum, I Fought the Law, em fevereiro.
Embora Bobby Fuller e sua banda conseguissem um menor êxito com outra cover, "Love's Made A Fool of You", de Buddy Holly (que atingiu #26 na parada Hot 100 da Billboard em 14 de maio), a maioria do público americano permaneceu inconsciente do próprio talento de Fuller. Até então, suas composições tinham evoluído de emulações de seus ídolos dos anos 50 para melodias mais sofisticadas; no entanto, a Del-Fi não acreditava nas músicas de Fuller, então o próximo single do grupo foi "The Magic Touch" (uma música de Ted Daryll), lançado em junho, mesmo mês em que Fuller deixa o grupo devido a desavenças com seu produtor, Bob Keane.
Um mês depois, em 18 de julho, o corpo de Bobby Fuller, com hematomas de espancamento, asfixiado e coberto por gasolina, foi encontrado no banco da frente de seu carro, estacionado na garagem de seu apartamento em Hollywood. A polícia considerou a sua morte um aparente suicídio, embora muitos ainda acreditem que tenha sido assassinado, com o envolvimento da máfia. Ele tinha 23 anos quando morreu e foi enterrado no Forest Lawn Memorial Park (em Hollywood Hills).
Em 1998 a Abril Music do Brasil lança em CD The Bobby Fuller Four, com seus dois álbuns de estúdio. Esta mesma coletânea fora lançada em 1990 pela Ace (no Reino Unido) e em 1994 pela Del-Fi Records (nos EUA).[carece de fontes?]

### 1978-1989: "I Fought the Law" e "Let Her Dance" covers
No ano de 1979 a banda de punk rock The Clash gravou sua cover de "I Fought the Law", depois de terem ouvido a versão de Fuller em uma jukebox. Lançaram-na no início de seu The Cost of Living E.P., em maio, atingindo a posição #22. O The Clash tocou uma versão ao vivo no Teatro Liceu, em Londres, em 28 de dezembro de 1978 e mostrada no fim de Rude Boy, filme de 1980, dirigido por Jack Hazan e David Mingay. Outros grupos a tocaram, incluindo Social Distortion e Green Day.
A música "Let Her Dance", escrita por Bobby Fuller, foi regravada pela banda irlandesa Don Duggan and the Savoys, que em 1968 a lançou em single 7"; apareceu em 1978 na coletânea de artistas da Beserkley Records sob o nome de Spitballs. Também sai no álbum de estreia do cantor de power pop Phil Seymour, lançado no início da década de 1980. Em 1989 uma outra cover de "Let Her Dance" encerra o álbum Good Evening, do cantor Marshall Crenshaw.

### 1991: Morte de Jim Reese
O guitarrista Jim Reese morreu em 26 de outubro de 1991 em Lufkin, no Texas, de ataque do coração após uma partida de golfe.

### 2014: Norton Records, "I Fought the Law" demo
Em 2014 a gravadora independente de Nova Iorque, Norton Records, lança a versão demo de "I Fought the Law", gravada originalmente por Fuller em El Paso e agora remasterizada, em um single 7" com a versão demo de "A New Shade of Blue" no Lado B.

## Discografia

### Álbuns de estúdio
- LP: KRLA King of the Wheels (1965) - Mustang Records (MS-900, stereo/M-900, mono)[2]
- LP: I Fought the Law (1966) - Mustang Records (MS-901, stereo/M-901, mono)[4]

### Singles (1965 a 1966)
- 7" single, A: "Take My Word" / B: "She's My Girl" (1965) - Mustang Records (3004)
- 7", A: "Let Her Dance" / B: "Another sad and Lonely Night" (1965) - Mustang Records (3006)
- 7", A: "Let Her Dance" / B: "Another sad and Lonely Night" (1965) - Liberty (55812)
- 7", A: "Never to be Forgotten" / B: "You Kiss Me" (1965) - Mustang Records (3011)
- 7", A: "I Fought the Law" / B: "Little Annie Lou" (1965) - Mustang Records (3014)
- 7", A: "Love's Made A Fool of You" / B: "Don't Ever let me Know" (1966) - Mustang Records (M 3016)
- 7", A: "The Magic Touch" / B: "My True Love" (1966) - Mustang Records (M 3018)

Relação de todos os singles lançados pela banda nos EUA, de acordo com o site 45cat.

### Álbuns ao vivo
- LP: Live On Stage (1983) - Outline Records, Alemanha (OLLP 5302 AS)
- LP: Live Again (1984) - Eva Records, França (EVA 12046)
- CD: Celebrity Night at PJ's (1998) - Mustang Records (MS 902)

Discografia de acordo com o site Discogs.

### Compilações (EUA e Reino Unido)
- LP: Best of the Bobby Fuller Four (1981) - Rhino Records, EUA (RNDF 201)
- CD: The Bobby Fuller Four (1990) - Ace, UK (CHCHD 956) - compilação contendo todas as músicas de KRLA King of the Wheels e I Fought the Law, mais 7 músicas bônus.
- CD: The Best of the Bobby Fuller Four (1992) - Ace, UK (CDCHM 388)
- CD: The Bobby Fuller Four (1994) - Del-Fi Records, EUA (DFCD 70174-2) - edição norte-americana da compilação da Ace (CHCHD 956).
- CD: I Fought the Law - The Best of the Bobby Fuller Four (2000) - Del-Fi Records / Rhino Records, EUA (R2 76494)
- CD: I Fought the Law and Other Hits (2004) - Flashback Records, EUA (R2 78170)

Discografia de acordo com o site Discogs.